# 埃尔福特大学

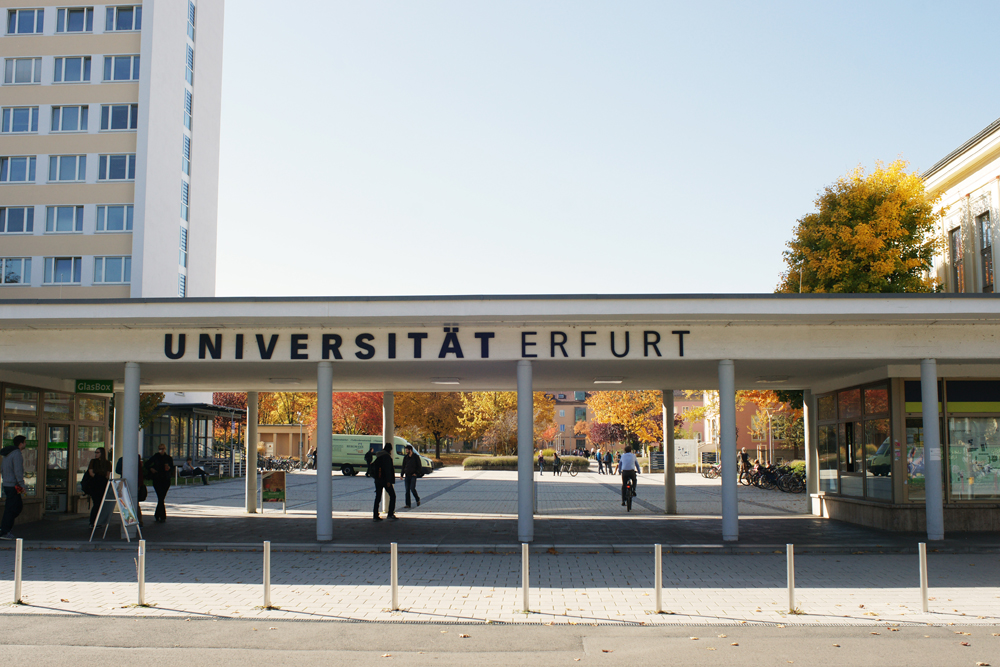
Entrance University of Erfurt

埃尔福特大学（德語：Universität Erfurt）是一所公立大学，位于德国图林根首府埃尔福特，成立于1379年，并于1816年关闭。德国统一三年后于1994年重新建立。号称是德国最古老和最年轻的大学。由于其最著名的校友宗教改革的发起者路德（1501年到1505年就读），大学将自己定位为一所改革大学。
该大学是马克斯韦伯高级文化和社会研究中心、哥达文化和社会科学研究中心和威利布兰特公共政策学院的所在地。哥达研究图书馆是该大学的一部分，拥有德国最大的早期现代手稿收藏之一。大学图书馆也是“Bibliotheca Amploniana”的保管人，收藏了近1000份中世纪手稿。